# 15732 Vitusbering
15732 Vitusbering là một tiểu hành tinh vành đai chính với chu kỳ quỹ đạo là 2061.1820673 ngày (5.64 năm).
Nó được phát hiện ngày 15 tháng 11 năm 1990.